# Ceber (Święty Krzyż)
Ceber is een plaats in het Poolse district  Staszowski, woiwodschap Święty Krzyż. De plaats maakt deel uit van de gemeente Bogoria en telt 200 inwoners.